# Michael Hatz
Michael „Michi“ Hatz (* 17. November 1970 in Wien) ist ein ehemaliger österreichischer Fußballspieler auf der Position eines Verteidigers. Mit Rapid Wien konnte der mehrmalige Nationalspieler das Finale im Europacup der Cupsieger 1996 erreichen und spielte später auch als Legionär in Italien.

## Karriere
Michi Hatz gab sein Debüt 1990 unter Trainer Hans Krankl in der Kampfmannschaft Rapids, in einem Meisterschaftsspiel gegen den Wiener Sport-Club. Der erste Titelgewinn in Hütteldorf gelang im ÖFB Pokal, in dessen Finale 1995 der DSV Leoben mit 1:0 bezwungen wurde. Die folgende Saison entwickelte sich zum Höhepunkt in Michi Hatz' Spielerkarriere. Mit Rapid konnte er sensationell im Europapokal der Pokalsieger das Finale erreichen, wo man allerdings mit 0:1 gegen Paris Saint-Germain unterlag. Gleichzeitig konnte er mit den Grün-Weißen den Gewinn der Meisterschaft feiern. Im selben Jahr wurde er auch erstmals in die Nationalmannschaft einberufen. Bei seinem Debüt am 27. März 1996 gab es einen 2:0-Erfolg gegen Ungarn. Obwohl der Verteidiger auch beim 1:0-Sieg über Schweden in der WM-Qualifikation 1998 mitwirkte, nahm er nicht bei der Weltmeisterschaft 1998 in Frankreich für Österreich teil. Nach der erfolgreichen Saison 1996 wagte Michi Hatz den Sprung nach Italien zum AC Reggiana und wechselte nach nur einer Saison zum US Lecce, kehrte aber bald wieder nach Hütteldorf zurück. Zum Ende seiner Karriere spielte der Verteidiger in der Bundesliga für den VfB Admira Wacker Mödling, den er zeitweise auch als Kapitän anführte.

## Nach der Sportlerkarriere
Nach Beendigung seiner aktiven Spieler-Laufbahn im Sommer 2004 begann Michael Hatz im Sportmanagement zu arbeiten.
Seit 2006 ist er für den Sport in Niederösterreich in unterschiedlichen Funktionen im Einsatz. Anfangs startete er sein Engagement im Sportzentrum NÖ (damals noch NÖ Landessportschule) in den Bereichen Marketing, PR, Event- und Projektmanagement. Unter anderem war er Projektleiter beim Bau der NV Arena/Fußballstadions in St. Pölten und danach eine Zeit lang für die Vermarktung der Arena und des Fußball-Bundesligisten SKN St. Pölten verantwortlich.
Davor betreute er noch das Italienische Nationalteam während der Euro 2008 in Österreich und der Schweiz, als persönlicher Betreuer der UEFA (TLO-Team Liaison Officer).
Aktuell arbeitet Michael Hatz für die Sportabteilung des Landes an verschiedenen Projekten, vorwiegend im Veranstaltungsmanagement und Förderung des Nachwuchsleistungssports in Niederösterreich.
Privat zählt die Musik, v. a. die Bands der Indie- bzw. Alternative-Szene, zu einer seiner großen Leidenschaften. Er ist öfters auf Konzerten anzutreffen und schreibt mittlerweile einen eigenen Musikblog.
Unter Präsident Alexander Wrabetz wurde er im November 2022 Mitglied des Präsidiums des SK Rapid Wien.

## Erfolge
- 1 × Finale im Europacup der Cupsieger: 1996
- 1 × Österreichischer Meister: 1996
- 3 × Österreichischer Vizemeister: 1998, 1999, 2001
- 1 × Österreichischer Cupsieger: 1995
- 2 × Österreichischer Cupfinalist: 1991, 1993